# Jurva

Wappen der ehemaligen Gemeinde Jurva

Jurva ist eine ehemalige finnische Gemeinde. Sie liegt in der Provinz Westfinnland und ist Teil der Landschaft Südösterbotten.
Die Gemeinde ist einsprachig Finnisch. Zu Jahresbeginn 2009 wurde Jurva in die Nachbarstadt Kurikka eingemeindet.

## Wappen
Wappenbeschreibung: In Blau ein silberner geflügelter Hobel und drei goldene Kleeblätter 2:1 gestellt.

## Dörfer
Harjunkylä, Jyrynkylä, Järvenpää, Kentankylä, Kesti, Kirkonkylä, Koskimäki, Metsäkylä, Niemenkylä, Närvijoki, Rannankylä, Sarvijoki, Tainuskylä, Tupenkylä.

## Entfernungen
- Seinäjoki 50 km
- Vaasa 50 km

## Städtepartnerschaften

Lage von Jurva in Finnland

Jurva unterhält folgende Städtepartnerschaften: 
- Helle (Dänemark), seit 1992
- Sauga (Estland), seit 1993